# فرودگاه منطقه‌ای اووکمالگی
فرودگاه منطقه‌ای اووکمالگی (به انگلیسی: Okmulgee Regional Airport) یک فرودگاه همگانی با کد یاتا OKM است که یک باند فرود آسفالت دارد و طول باند آن ۱۵۷۰ متر است. این فرودگاه در کشور ایالات متحده آمریکا قرار دارد و در ارتفاع ۲۱۹ متری از سطح دریا واقع شده‌است.